# Internacional Socialista de Mujeres
La Internacional Socialista de Mujeres (ISM) es la organización internacional de las organizaciones de mujeres de los partidos socialistas, socialdemócratas y laboristas afiliados a la Internacional Socialista  y entre sus objetivos está el fortalecer la coordinación en el avance de la igualdad de género y en defensa de los derechos de las mujeres.
Tiene su origen en la Primera Conferencia Internacional de Mujeres Socialistas en 1907 en la que se nombró a Clara Zetkin Secretaria Internacional de la Mujer. En 1978 se cambió el nombre de la organización por el actual.
En la actualidad tiene 149 entidades asociadas de todas partes del mundo y su secretaría se encuentra en Londres donde comparte la sede con la Internacional Socialista.
Es una Organización No Gubernamental con estatuto consultivo en el Consejo Económico y Social de las Naciones Unidas.

## Historia

### Primera Conferencia. Stuttgart (1907)

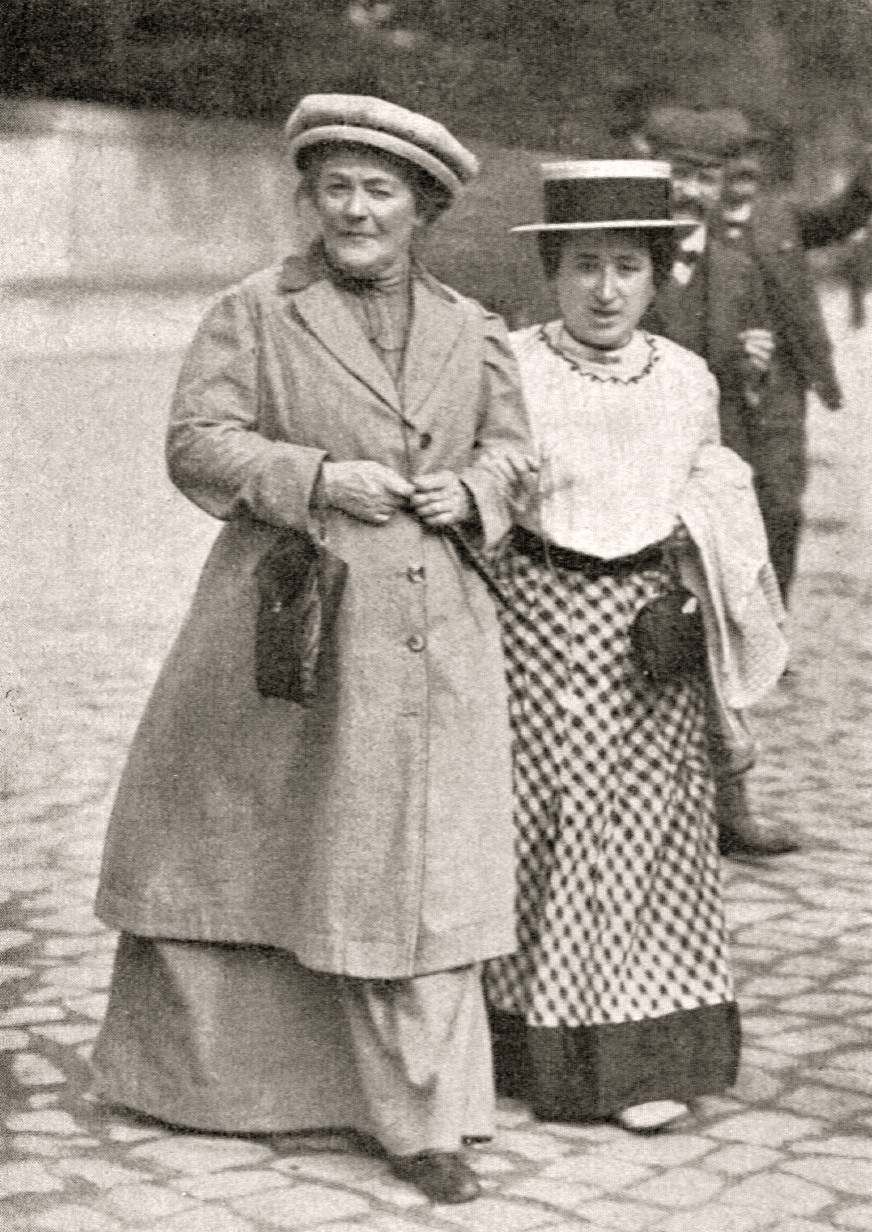
Clara Zetkin (izq.) y Rosa de Luxemburgo en 1910.

El ímpetu para la primera Conferencia Internacional de Mujeres Socialistas provino de un congreso de mujeres alemanas en 1906, que sugirió que una conferencia de mujeres socialistas debería celebrarse junto con el Congreso Internacional Socialista del año siguiente en Stuttgart. 
El 17 de agosto de 1907 un grupo de 58 delegadas, Clara Zetkin entre ellas, se constituyó en la Primera Conferencia Internacional de Mujeres Socialistas en Stuttgart (Alemania), fundando la organización que hoy se conoce con el nombre de Internacional Socialista de Mujeres. 
En esta primera conferencia, las fundadoras de la ISM adoptaron una resolución demandando el voto femenino.
En la conferencia se nombra a Clara Zetkin Secretaria Internacional de la Mujer. Desde esta fecha, la revista Die Gleichheit (La Igualdad) que Zetkin dirigió desde 1891 hasta 1917 se convirtió en el órgano oficial de la Internacional Socialista de Mujeres.

### Segunda Conferencia. Copenhague (1910)
El II Encuentro Internacional de Mujeres Socialistas se celebró entre los días 26 y 27 de agosto de 1910 en Copenhague (Dinamarca) asistieron más de 100 delegadas de 17 países. Clara Zetkin y Kathy Duncker que asistieron a la reunión en representación del Partido Socialista Alemán presentaron la propuesta de conmemorar un Día Internacional de la Mujer trabajadora. La decisión se adopta como una resolución,
en un acto de solidaridad internacional con los delegados de Estados Unidos que habían honrado la huelga de las trabajadoras del textil en 1910 con un Día de las mujeres de EE. UU.
En esta segunda conferencia se adoptó también una resolución sobre la paz.

### Calendario de otras reuniones
La III reunión se celebró en Berna (Suiza)  entre el 26 y 28 de marzo de 1915 y reunió a 70 delegadas de 8 países europeos.
Después de la Primera Guerra Mundial en 1926 el movimiento de mujeres se resestructuró con el nombre de Comité Internacional de Mujeres Socialistas. Asumió la secretaría Edith Kemmis en Zúrich (Suiza).
Le sucedió en 1928 Martha Tausk, miembro del Parlamento en Styria (Austria) que ocupó la secretaría hasta 1934.
En 1935 la secretaría se traslada a Bruselas (Bélgica) y se hace cargo de la misma Alice Pels hasta 1940.
En marzo de 1941 Mary Sutherland y las Mujeres Laboristas Británicas organizaron un Día Internacional de la Mujer en el cual compañeras de países bajo regímenes fascistas pronuncian discursos en sus lenguas nativas. Esta fue la última reunión internacional de mujeres durante cierto tiempo.
En 1955, después de una serie de conferencias internacionales de mujeres en las cuales se exigió la renovación del movimiento, la organización se fundó de nuevo con el nombre de 'Consejo Internacional de Mujeres Socialdemócratas' y se trasladó a Londres (Reino Unido).
En 1978, se cambió el nombre de la organización por el actual, Internacional Socialista de Mujeres.

### Últimas conferencias y congresos
XVI Conferencia, Nueva York, Naciones Unidas, 6 y 7 de septiembre de 1996
XVII Congreso, Paris, Francia, 5 y 6 de noviembre de 1999
XVIII Congreso, São Paulo, Brasil, 24 y 25 de octubre de 2003
XIX Congreso, Atenas, Grecia, 27 y 28 de junio de 2008
XX Congreso, Ciudad del Cabo, Sudáfrica, 27 y 28 de agosto de 2012

## Objetivos
Según los estatutos de la Internacional Socialista de Mujeres, los objetivos son:
- Promover la igualdad de género, combatir toda clase de discriminación contra las mujeres y promover los derechos de las mujeres, que son derechos humanos;
- Fortalecer las relaciones entre las organizaciones miembros de la Internacional Socialista de Mujeres con el fin de coordinar posturas políticas y actividades;
- Incitar a las organizaciones miembros a asegurar la implementación de resoluciones y declaraciones adoptadas en las reuniones de la Internacional Socialista de Mujeres;
- Procurar extender las relaciones entre organizaciones miembros de a la Internacional Socialista de Mujeres y otras agrupaciones y organizaciones de mujeres de orientación socialista que no sean miembros pero que tengan un compromiso con el avance de la igualdad de género y un deseo de trabajar en colaboración con la Internacional Socialista de Mujeres;
- Promover programas de acción para superar la discriminación de mujeres y niñas y empoderarlas en todos los campos y
- Trabajar por el desarrollo, la paz y los derechos humanos en general.

## Comité Ejecutivo
Fue elegido en el último congreso celebrado en España en 2022.
- Presidenta

Janet Camilo, República Dominicana, Partido Revolucionario Dominicano, PRD
- Vicepresidentas:

África Occidental y Central
Ousseini Hadizatou Yacouba, Níger, Partido para la Democracia y el Socialismo de Níger, PNDS
África Meridional
Joana Tomas Martins, Angola, Movimiento Popular para la Liberación de Angola, MPLA
América Latina – Sur
Yomaira Sarmiento , Colombia, Partido Liberal Colombiano, PLC
América Latina – Norte, Central y el Caribe
Arelys González , Panamá, Partido Revolucionario Democrático, PRD
Mediterráneo – Norte y Sur
Hella Ben Youssef, Túnez, Foro Democrático para el Trabajo  y las Libertades, FDTL
Mediterráneo del Este, El Oriente Medio y El Cáucaso
Golaleh Sharafkandi, Irán, Partido Democrático  de Kurdistan, KDPI
Asia-Pacífico
Shazia Marri, Pakistán, Partido del Pueblo Pakistaní, PPP
Europa Central y Oriental
Europa del Norte y Occidental
Christie Morreale, Bélgica, Partido Socialista, PS

## Anteriores presidentas
- Mª Dolors Renau España Partido Socialista Obrero Español PSOE

1999 - 2003
- Pía Locatelli  Italia Partido Socialista Italiano

2003 - 2012
Ouafa Hajji, Marruecos, Unión Socialista de las Fuerzas Populares, USFP 
2012 - 2022

## Vicepresidentas por Región
- - África Occidental y Central: Ousseini Hadizatou (Nigeria)
  - África del Sur: Joana dos Santos (Angola)
  - América Latina Sur: Yomaira Sarmiento (Colombia)
  - Mediterráneo-Norte y Sur: Hella Ben Youssef (Túnez)
  - Oriente Mediterráneo, Oriente Medio y el Cáucaso: Golaleh Sharafkandi (Irán)
  - Asia-Pacífico: Shazia Marri (Pakistán)
  - Europa del Norte y Europa Occidental: Christie Morreale (Bélgica)

## Anteriores Vicepresidentas
Purificación Causapié 2014
Carmen Montón 2015-2016 